# Jessie Andrews
Jessie Andrews (Miami, 22 marzo 1992) è un'ex attrice pornografica, designer e imprenditrice statunitense.

## Biografia e carriera pornografica
Nata a Miami (Florida), ha origini lettoni da parte del nonno paterno e cinesi da parte della nonna paterna. Nel 2010 è stata cacciata dal liceo dopo che, appena diciottenne, è stata scoperta la sua carriera pornografica e si è immediatamente trasferita a Los Angeles. Infatti, mentre lavorava come addetta alle vendite per American Appareal, una sua amica che aveva lavorato come comparsa in un film per adulti, le aveva consigliato di provare anche in ragione dei possibili guadagni. Pertanto, ha immediatamente sfondato nell'industria pornografica ed è stata proclamata "It Girl" da GQ ed è diventata anche una modella per LA Weekly, Monster Children e C-Heads. Ha scelto come nome d'arte Jessie, che era il nome del cane della madre, e Andrews che è la strada dove stava guidando quando ha deciso il cognome.
Nel 2012, grazie alla sua interpretazione in Portrait of a Call Girl, viene insignita di numerosi premi, tra cui l'AVN Award come miglior attrice. Nello stesso anno è apparsa nel video musicale di Borgore nel singolo Decisions con Miley Cyrus.Nel gennaio 2014 è apparsa su Cosmopolitan, insieme alle colleghe Dana DeArmond, Asa Akira e Chanel Preston, su un articolo intitolato  "4 Porn Stars on How They Stay Fit".

## Imprenditrice, modella e dj
Accanto alla carriera come pornoattrice, ha sviluppato altre due passioni: la moda e la musica. Per il primo nel 2012 ha creato Bagatiba una sua linea di gioielli di lusso, indossati da star come le sorelle Hadid e successivamente nel 2016 una linea di costumi da bagno, Basic Swim, sponsorizzati da Kourtney Kardashian e Kylie Jenner e nel 2017 una linea di abbigliamento, Jeu Illimite. Ha, inoltre, sfilato come modella per American Appareal, RVCA e The Hundreds. Per la seconda, sempre nel 2012, ha creato come dj un remix di "I Met You" di Anna Lunoe e Flume's , rendendo disponibile e gratuito il download mentre nel 2014 ha pubblicato una rivisitazione di "Latch" di Disclosuore e Sam Smith. Nel 2013 ha intrapreso in Canada il suo primo tour, esibendosi a Montreal, Thunder Bay, Victoria, Edmonton, Vancouver e Calgary. Si è esibita, inoltre, in Asia a Singapore, a Jakarta e Bali. Ha avuto anche altre due grandi tournée nel 2015 nel Nord America, tra New York e Miami, e in Australia, a Melbourne, Sydney, Adelaide, Perth. L'anno successivo ha pubblicato un nuovo singolo, Slowly, grazie alla casa di produzione OneLove Recordings.

## Riconoscimenti
- AVN Awards
  - 2012 – Best Actress (Film) per Portrait of a Call Girl[29]
  - 2013 – Candidatura per Best Girl/Girl Sex Scene per Lush 2 con Taylor Vixen[30]
  - 2013 – Candidatura per Best Oral Sex Scene per Filthy Cocksucking Auditions con Cassandra Nix[30]
  - 2013 – Candidatura per Crossover Star of the Year[30]
  - 2013 – Candidatura per Female Performer of the Year[30]
- XBIZ Awards
  - 2012 – Acting Performance of the Year - Female per Portrait of a Call Girl[31]
  - 2012 – New Starlet of the Year[31]
  - 2016 - Best Sex Scene - All Girl per Jessie Loves Girls con Carter Cruise[32]
- XRCO Awards
  - 2012 – Best Actress per Portrait of a Call Girl[33]
  - 2012 – Best New Starlet[33]